# Mecar
Mecar is een Belgische wapen- en munitiefabrikant.
Mecar produceert diverse wapens, gaande van handgranaten tot munitie voor mortieren en lichte antitankkannonnen. Het bedrijf is opgericht in 1938 en produceert wapens en munitie voor de NAVO en voor de strijdkrachten van België en verschillende andere landen. Sinds 2014 is Mecar een onderdeel van het Franse wapenbedrijf Nexter Systems. Het bedrijf is gevestigd in Petit-Rœulx-lez-Nivelles.